# Julia Schwarzbach
Julia Rohde-Schwarzbach, née le 13 mai 1989, est une haltérophile allemande.

## Palmarès

### Jeux olympiques
- 2012 à Londres
  - 11e en moins de 53 kg.
- 2008 à Pékin
  - 7e en moins de 53 kg.

### Championnats d'Europe
- 2015 à Tbilissi
  -  Médaille d'argent en moins de 53 kg.
- 2011 à Kazan
  -  Médaille d'argent en moins de 53 kg.